# Sulisartut Partiiat
Die Sulisartut Partiiat (grönländisch für „Arbeiterpartei“) war eine politische Partei in Grönland.

## Geschichte
Die Sulisartut Partiiat entstand aus Grønlands Arbejder Sammenslutning (GAS), die bei den letzten Landesratswahlen als Kandidatenverbund angetreten war. Die Siumut hatte dem Gewerkschaftsverbund ihre Unterstützung angeboten, allerdings waren diese der Meinung, dass man sich nicht einer bestimmten Partei anschließen sollte und gründete am 4. Februar 1979 die Sulisartut Partiiat.
Sie trat bei der ersten Wahl zum Inatsisartut an, aber konnte kein Mandat erringen. Ebenso scheiterte sie im selben Jahr auch bei der Folketingswahl sowie bei der folgenden 1981, bei der sie zusammen mit der Inuit Ataqatigiit als Inuit Suleqatigiit antrat. Anschließend verschwand sie in der Bedeutungslosigkeit und löste sich im Laufe des folgenden Jahres auf, wobei die Mitglieder sich teils der Siumut und teils der Inuit Ataqatigiit zuwandten.
Als Grund für die Erfolglosigkeit der Partei wird gesehen, dass zu dieser Zeit die einzige relevante Frage die der Autonomie Grönlands war, wobei die Siumut auf der nationalistischen und die Atassut auf der unionistischen Seite fast die gesamte Wählerschaft auf sich vereinigten.

## Politische Ausrichtung
Die Partei vertrat direkt die Interessen des Gewerkschaftsbundes und hatte das Ziel alle Arbeiter Grönlands in einer Partei zu versammeln.

## Parteivorsitzende
- 1979–1981: Kristian Poulsen

## Wahlergebnisse

### Parlamentswahlen
| Wahl | Stimmen | Stimmenanteil | Sitze  | Platz | Folge                        |
| ---- | ------- | ------------- | ------ | ----- | ---------------------------- |
| 1979 | 1.041   | 5,6 %         | 0 / 21 | 3     | nicht im Parlament vertreten |

### Folketingswahlen
| Wahl | Stimmen                                  | Stimmenanteil                            | Sitze                                    | Platz                                    | Abgeordneter                             |
| ---- | ---------------------------------------- | ---------------------------------------- | ---------------------------------------- | ---------------------------------------- | ---------------------------------------- |
| 1979 | 1.572                                    | 11,0 %                                   | 0 / 2                                    | 3                                        | nicht vertreten                          |
| 1981 | Kandidaten im Parteienverbund angetreten | Kandidaten im Parteienverbund angetreten | Kandidaten im Parteienverbund angetreten | Kandidaten im Parteienverbund angetreten | Kandidaten im Parteienverbund angetreten |